# Teresa Stich-Randall
Teresa Stich-Randall (24 de dezembro, 1927 – 17 de julho, 2007) foi uma soprano estadunidense (opera singer).
Nasceu em New Hartford (Connecticut) em 1927 e estudou na Hartt School of Music, em West Hartford. Sua estréia operística foi no papel de Henrietta M., de Virgil Thomson Mother of Us All em 1947 cantou no papel-títular de Otto Leuning Evangeline em 1948. 
Foi descoberta no final de 1940 por Arturo Toscanini, que a contratou para uma série de apresentações para NBC Symphony Orchestra em New York.
Stich-Randall viajou para a Europa como bolsista da Fulbright Scholarship, onde fez seu nome como cantora. Fez a sua estreia europeia em Florença, e ganhou um concurso em Lausanne, no ano seguinte. Isso levou as aproximação com a Ópera de Basileia, na Suíça.
Stich-Randall era cantora regular da Ópera Estatal de Viena e no Festival de Salzburgo. A partir de 1955, era presença regular no Festival de verão em Aix-en-Provence, em França, onde seu papel de Donna Anna em Don Giovanni de Mozart foi muito apreciado. 
Em 1962, o governo austríaco atribuiu-lhe o título de Kammersängerin. 
Stich-Randall fez sua estréia na Ópera Lírica de Chicago como "Gilda", em Rigoletto, no ano de 1955. Cantou pela primeira vez no Metropolitan Opera, em Nova York, em Cosi Fan Tutte, no ano de 1961. A sua estréia em Boston em 1963 para a série de Concertos Mason Peabody. 
Stich-Randall apareceu em gravações notáveis, incluindo Falstaff, Der Rosenkavalier e Orfeo. 
Sua carreira terminou em 1980 e morreu em Viena, aos 79 anos, em 2007, de causas naturais.

## Discografia
- Falstaff com Arturo Toscanini, 1950 (Nannetta)
- Le nozze di Figaro com Hans Rosbaud, 1955 (Conde Almaviva)
- Der Rosenkavalier com Herbert von Karajan, 1956 (Sophie)
- Don Giovanni com Hans Rosbaud, 1956 (Donna Anna)